# International Working Test 2004
International Working Test 2004 (IWT 2004) byl XIII. ročník mezinárodní soutěže retrieverů ve working testech, který se konal 3. a 4. července 2004 v Belgii poblíž města As. Pořadatelem soutěže byly belgické retriever kluby a Hasseltse Hondenschool.
Soutěže se zúčastnilo 32 týmů (15 národních týmů, 14 národních free týmů a 3 mezinárodní free týmy) z 8 zemí. Vítězem se stal národní tým z Rakouska (1) před národním týmem z Rakouska (2) a free týmem (7) z Německa. Individuální soutěž vyhrála Katrin Isigkeit z Německa s fenou Haredale Inch před Dickem Heijmansem ze Nizozemska se psem Jeser Jake a Marcem Bourgeoisem z Belgie se psem Xanthos.
Rozhodčími byli  Peter Cole,  John Drury,  Tony Parnell,  Graham Stephenson,  Paul Thorpe.

## Přihlášené týmy
Maximální počet startujících byl stanoven 33 týmů. Každá členská země mohla vyslat maximálně 3 národní týmy. Zbývající počet týmů do maxima byl k dispozici pro free týmy.
Do individuální soutěže mohlo postoupit maximálně prvních 20 psů s nejvyšším počtem získaných bodů během týmové soutěže, kteří nezískali hodnocení 0 na žádné úloze.
| Obhajující tým (0) |                                                                                        |
| Národní týmy (15)  | - Belgie (3) - Itálie (3) - Německo (3) - Nizozemsko (2) - Rakousko (3) - Švédsko (1)  |
| Free týmy (17)     | - Belgie (2) - Evropa (3) - Francie (1) - Německo (8) - Nizozemsko (2) - Švýcarsko (1) |

## Místo konání
Soutěž proběhla poblíž města As na východě Vlámského region v provincii Limburk v Belgie.
| As |

## Konečné hodnocení

### Týmová soutěž
Výsledková listina týmové soutěže.
| Poz. | Země / název týmu | St. č. | Vůdce                   | Pes                                         | Test 1 | Test 2 | Test 3 | Test 4 | Test 5 | Test 6 | Test 7 | Test 8 | Body | Celk. body |
| ---- | ----------------- | ------ | ----------------------- | ------------------------------------------- | ------ | ------ | ------ | ------ | ------ | ------ | ------ | ------ | ---- | ---------- |
| 1    | Rakousko (1)      | 19 A   | Heike Klieber –         | Ben of Dukefield                            | 18     | 15     | 12     | 19     | 13     | 17     | 20     | 18     | 132  | 399        |
| 1    | Rakousko (1)      | 19 B   | Klaus Thurner           | Birdie of Dukefield                         | 17     | 7      | 14     | 18     | 20     | 20     | 20     | 13     | 129  | 399        |
| 1    | Rakousko (1)      | 19 C   | Stefanie Gföhler        | Amazing Ragweed of Lubberland               | 13     | 20     | 18     | 18     | 15     | 15     | 19     | 20     | 138  | 399        |
| 2    | Rakousko (2)      | 26 A   | Simone Lhota            | Yellow Star's Sweetheart's Another Klondyke | 13     | 15     | 12     | 16     | 20     | 20     | 19     | 8      | 123  | 387        |
| 2    | Rakousko (2)      | 26 B   | Bianca Puristcher       | Yafforth Debutante                          | 15     | 7      | 20     | 20     | 20     | 19     | 17     | 17     | 135  | 387        |
| 2    | Rakousko (2)      | 26 C   | Herbert Kaserer –       | Abel Merlin vom Krahlhof                    | 11     | 10     | 19     | 17     | 15     | 18     | 19     | 20     | 129  | 387        |
| 3    | Free Team (7)     | 32 A   | Wolfgang Vergiels –     | Staftly Countess of Zentlinde               | 18     | 16     | 14     | 19     | 14     | 19     | 20     | 20     | 140  | 381        |
| 3    | Free Team (7)     | 32 B   | Anja Möller             | Gunsight's Autumn Sage                      | 13     | 0      | 20     | 19     | 10     | 18     | 14     | 20     | 114  | 381        |
| 3    | Free Team (7)     | 32 C   | Annette Bërse-Hanning   | Taviscara Abila                             | 12     | 14     | 17     | 19     | 10     | 17     | 18     | 20     | 127  | 381        |
| 4    | Belgie (3)        | 27 A   | Ludo Poriau             | Tremark Sweep Of Bellever                   | 14     | 0      | 14     | 18     | 20     | 18     | 19     | 17     | 120  | 378        |
| 4    | Belgie (3)        | 27 B   | Rony Michiels –         | Abbeystead Gaiety                           | 14     | 18     | 18     | 17     | 6      | 20     | 17     | 20     | 130  | 378        |
| 4    | Belgie (3)        | 27 C   | Jef Heeren              | Willowyck Lark                              | 12     | 19     | 17     | 15     | 12     | 17     | 19     | 17     | 128  | 378        |
| 5    | Nizozemsko (1)    | 8 A    | Gilles van Campen       | Cheetah                                     | 19     | 13     | 16     | 17     | 12     | 18     | 18     | 0      | 113  | 370        |
| 5    | Nizozemsko (1)    | 8 B    | Henny Schoor –          | Cadover Isabel Of Bellever                  | 13     | 0      | 17     | 17     | 19     | 14     | 17     | 19     | 116  | 370        |
| 5    | Nizozemsko (1)    | 8 C    | Dick Heijman            | Jeser Jake                                  | 17     | 14     | 17     | 17     | 19     | 18     | 19     | 20     | 141  | 370        |
| 6    | Free Team (14)    | 23 A   | Manfred Höfling         | Crandale Anemone                            | 14     | 15     | 14     | 0      | 0      | 20     | 19     | 15     | 97   | 363        |
| 6    | Free Team (14)    | 23 B   | Katrin Isigkeit         | Haredale Inch                               | 20     | 20     | 19     | 20     | 20     | 20     | 19     | 20     | 158  | 363        |
| 6    | Free Team (14)    | 23 C   | Karsten Lemke –         | Savage Run a'Brave                          | 10     | 12     | 0      | 18     | 11     | 17     | 20     | 20     | 108  | 363        |
| 7    | Nizozemsko (2)    | 2 A    | Koen Gouweloos          | Anoek of Upperclaws                         | 15     | 0      | 15     | 15     | 12     | 18     | 19     | 18     | 112  | 360        |
| 7    | Nizozemsko (2)    | 2 B    | Marianne Kerklaan       | Oriole Cottage Quiddity Quinta              | 15     | 18     | 17     | 8      | 0      | 18     | 18     | 17     | 111  | 360        |
| 7    | Nizozemsko (2)    | 2 C    | Ton Uphof –             | Rowston Urn Of Countryways                  | 15     | 12     | 18     | 17     | 15     | 20     | 20     | 20     | 137  | 360        |
| 8    | Free Team (15)    | 29 A   | Birgit Rabe –           | O'Teazle of Graceful Delight                | 18     | 20     | 10     | 15     | 10     | 20     | 20     | 20     | 133  | 359        |
| 8    | Free Team (15)    | 29 B   | Simone Ramscheid        | O'Malley of Graceful Delight                | 12     | 12     | 18     | 14     | 8      | 15     | 16     | 20     | 115  | 359        |
| 8    | Free Team (15)    | 29 C   | Friedhelm Rabe          | O'Myra of Graceful Delight                  | 12     | 19     | 8      | 18     | 15     | 19     | 20     | 0      | 111  | 359        |
| 9    | Free Team (16)    | 30 A   | Helene Leimer           | Holway Trilby                               | 17     | 10     | 14     | 5      | 20     | 20     | 18     | 0      | 104  | 357        |
| 9    | Free Team (16)    | 30 B   | Irene Neuber –          | Forrest Cottage Cop                         | 19     | 12     | 11     | 20     | 13     | 10     | 10     | 19     | 114  | 357        |
| 9    | Free Team (16)    | 30 C   | Ursula Hagedorn         | Adjuga of Easter Song                       | 12     | 18     | 16     | 19     | 18     | 17     | 20     | 19     | 139  | 357        |
| 10   | Free Team (6)     | 17 A   | Malu Marx               | Rhypyker Maxim                              | 19     | 15     | 20     | 19     | 12     | 17     | 17     | 0      | 119  | 355        |
| 10   | Free Team (6)     | 17 B   | Beate Haag              | Wadesmill Fern                              | 16     | 20     | 20     | 17     | 4      | 20     | 19     | 18     | 134  | 355        |
| 10   | Free Team (6)     | 17 C   | Daniel S. Marx –        | Muddymile Blackcap of Tasco                 | 20     | 17     | 7      | 20     | 15     | 14     | 0      | 9      | 102  | 355        |
| 11   | Švédsko (1)       | 7 A    | Hans Richter            | Conover's Run for Glory                     | 18     | 15     | 13     | 15     | 19     | 20     | 19     | 9      | 128  | 354        |
| 11   | Švédsko (1)       | 7 B    | Tomas Söderström –      | Rockdove's Holly                            | 17     | 0      | 19     | 0      | 12     | 14     | 19     | 16     | 97   | 354        |
| 11   | Švédsko (1)       | 7 C    | Birgitta Staflund       | Searover Meadowlark                         | 10     | 20     | 19     | 15     | 15     | 16     | 20     | 14     | 129  | 354        |
| 12   | Free Team (5)     | 16 A   | Robert Kaserer –        | Griffin vom Tennikerweidli                  | 19     | 10     | 9      | 18     | 6      | 19     | 20     | 20     | 121  | 351        |
| 12   | Free Team (5)     | 16 B   | Edgar Wagner            | Falcon of Carinthia                         | 8      | 20     | 17     | 16     | 6      | 8      | 15     | 20     | 110  | 351        |
| 12   | Free Team (5)     | 16 C   | Rita Kökény             | Gianna of Carinthia                         | 19     | 9      | 11     | 18     | 17     | 18     | 20     | 8      | 120  | 351        |
| 13   | Německo (1)       | 14 A   | Günther Kohler –        | Crandale Able                               | 15     | 18     | 0      | 13     | 19     | 19     | 20     | 12     | 116  | 350        |
| 13   | Německo (1)       | 14 B   | Antonius Kempf          | Happymover Camelot                          | 14     | 12     | 15     | 20     | 12     | 17     | 10     | 16     | 116  | 350        |
| 13   | Německo (1)       | 14 C   | Roland Langenbach       | Samson                                      | 17     | 16     | 16     | 14     | 15     | 20     | 0      | 20     | 118  | 350        |
| 13   | Itálie (1)        | 25 A   | Stefania Martinoli      | Waterfriend Lark                            | 10     | 0      | 11     | 19     | 20     | 18     | 19     | 19     | 116  | 350        |
| 13   | Itálie (1)        | 25 B   | Consuelo Costantino     | Sheila                                      | 14     | 8      | 13     | 18     | 20     | 18     | 20     | 19     | 130  | 350        |
| 13   | Itálie (1)        | 25 C   | Thelma Blumental –      | Quistleigh Abba At Greenbriar               | 0      | 10     | 14     | 14     | 13     | 16     | 20     | 17     | 104  | 350        |
| 15   | Německo (3)       | 9 A    | Michael Golz            | Duncan Gismo Vom Nollbachtal                | 16     | 18     | 14     | 6      | 19     | 15     | 18     | 20     | 126  | 348        |
| 15   | Německo (3)       | 9 B    | Petra Golz –            | Stonehunter Antioco                         | 16     | 18     | 0      | 17     | 13     | 18     | 20     | 12     | 114  | 348        |
| 15   | Německo (3)       | 9 C    | Dietmar Romeike         | Djura-Melody vom Osterbachtal               | 0      | 19     | 12     | 18     | 11     | 17     | 20     | 11     | 108  | 348        |
| 16   | Free Team (2)     | 18 A   | Erwin Ketels –          | Trioaks Wisp                                | 10     | 18     | 19     | 18     | 20     | 20     | 19     | 20     | 144  | 347        |
| 16   | Free Team (2)     | 18 B   | Geert Vermeersch        | Trioaks Wader                               | 16     | 18     | 0      | 17     | 8      | 19     | 18     | 14     | 110  | 347        |
| 16   | Free Team (2)     | 18 C   | Benny Toortelboom       | Cornwood Quinnell                           | 15     | 18     | 0      | 16     | 10     | 14     | 20     | 0      | 93   | 347        |
| 17   | Free Team (4)     | 1 A    | Adrian Lunn             | Bellever Lynx                               | 0      | 18     | 7      | 13     | 12     | 17     | 20     | 20     | 107  | 344        |
| 17   | Free Team (4)     | 1 B    | Betty Schwieren –       | Cheslabben Pow Wow                          | 19     | 17     | 16     | 17     | 6      | 20     | 18     | 14     | 127  | 344        |
| 17   | Free Team (4)     | 1 C    | Michael Brühl           | Puma vom Mohnfeld                           | 0      | 14     | 15     | 20     | 10     | 19     | 20     | 12     | 110  | 344        |
| 17   | Belgie (1)        | 22 A   | Frederik Borms –        | Wheaten's Xanthos                           | 17     | 13     | 6      | 16     | 12     | 20     | 15     | 20     | 119  | 344        |
| 17   | Belgie (1)        | 22 B   | Karl Huygelier          | Vincent Of The Modern Inn                   | 14     | 15     | 15     | 15     | 12     | 13     | 17     | 18     | 119  | 344        |
| 17   | Belgie (1)        | 22 C   | Pascal Meulemeester     | Baveybuilt Bacchus                          | 12     | 18     | 0      | 15     | 6      | 18     | 19     | 18     | 106  | 344        |
| 19   | Belgie (2)        | 3 A    | Dirk Volders            | Goodwood Zenith                             | 15     | 14     | 13     | 14     | 14     | 16     | 19     | 0      | 105  | 343        |
| 19   | Belgie (2)        | 3 B    | Marc Bourgeois          | Xanthos                                     | 20     | 18     | 15     | 17     | 20     | 20     | 19     | 16     | 145  | 343        |
| 19   | Belgie (2)        | 3 C    | Chantal Goreux –        | Hamford Able                                | 10     | 10     | 0      | 18     | 8      | 19     | 15     | 13     | 93   | 343        |
| 19   | Free Team (12)    | 20 A   | Karl-Heinz Danker –     | Almerak Of Entenpfuhl's Hunter              | 14     | 0      | 14     | 18     | 14     | 17     | 14     | 18     | 109  | 343        |
| 19   | Free Team (12)    | 20 B   | Thomas Leybold          | Cherry Of Bacardi Goldens                   | 19     | 0      | 20     | 14     | 13     | 17     | 18     | 19     | 120  | 343        |
| 19   | Free Team (12)    | 20 C   | Wolfgang Köhler         | Stonehunter Canon                           | 18     | 0      | 6      | 20     | 15     | 20     | 20     | 15     | 114  | 343        |
| 21   | Rakousko (3)      | 21 A   | Ursula Pözlberger       | A-Krispindl vom Keien Fenn                  | 19     | 14     | 13     | 15     | 14     | 19     | 20     | 20     | 134  | 335        |
| 21   | Rakousko (3)      | 21 B   | Gunter Franke           | Bepop Lara von der Schallermühle            | 18     | 0      | 0      | 15     | 0      | 20     | 20     | 0      | 73   | 335        |
| 21   | Rakousko (3)      | 21 C   | Andreas Pözlberger –    | Bolero von der Schallermühle                | 10     | 16     | 17     | 17     | 12     | 19     | 20     | 17     | 128  | 335        |
| 22   | Free Team (18)    | 24 A   | Romain Barboteau        | Moraira Rom                                 | 12     | 10     | 10     | 13     | 16     | 18     | 18     | 14     | 111  | 329        |
| 22   | Free Team (18)    | 24 B   | Robert Julien –         | Kik Sapeur                                  | 14     | 10     | 8      | 17     | 16     | 19     | 19     | 15     | 118  | 329        |
| 22   | Free Team (18)    | 24 C   | Sebastien Augeot        | Braveur Purdey                              | 10     | 9      | 0      | 14     | 12     | 19     | 16     | 20     | 100  | 329        |
| 23   | Itálie (2)        | 13 A   | Angelo Zoccali          | Waterfriend Numberone                       | 20     | 14     | 19     | 15     | 8      | 17     | 19     | 0      | 112  | 327        |
| 23   | Itálie (2)        | 13 B   | Stefano Martinoli       | Greenbriar Reed                             | 14     | 12     | 8      | 15     | 15     | 14     | 19     | 20     | 117  | 327        |
| 23   | Itálie (2)        | 13 C   | Fiorentini Colorado –   | Royal Crest Gold-n Over The Rainbow         | 19     | 15     | 0      | 13     | 13     | 20     | 18     | 0      | 98   | 327        |
| 24   | Free Team (11)    | 4 A    | Gereon Ting –           | Buxbury Acorn                               | 20     | 15     | 12     | 20     | 13     | 20     | 19     | 0      | 119  | 319        |
| 24   | Free Team (11)    | 4 B    | Beate Ting              | Romney's Little Lizzie                      | 10     | 15     | 20     | 18     | 6      | 12     | 19     | 10     | 110  | 319        |
| 24   | Free Team (11)    | 4 C    | Silke Becking           | Dickson Ash                                 | 18     | 0      | 0      | 20     | 18     | 8      | 12     | 14     | 90   | 319        |
| 25   | Free Team (13)    | 12 A   | Elfriede Bergmann       | Zero Zita vom Keien Fenn                    | 12     | 12     | 0      | 15     | 14     | 14     | 18     | 13     | 98   | 313        |
| 25   | Free Team (13)    | 12 B   | Barbara Blankenagel     | Dixis Daffodil vom Blanken Nagel            | 8      | 19     | 0      | 17     | 0      | 20     | 17     | 19     | 100  | 313        |
| 25   | Free Team (13)    | 12 C   | Helena Niehof-Oellers – | Alpha vom Keien Fenn                        | 16     | 15     | 6      | 17     | 15     | 12     | 18     | 16     | 115  | 313        |
| 26   | Německo (2)       | 33 A   | Doris Albrecht –        | Baxter Von Der Steinmauer                   | 0      | 10     | 0      | 12     | 20     | 19     | 20     | 20     | 101  | 311        |
| 26   | Německo (2)       | 33 B   | Christiane Stricker     | Etienne vom Gerretsfeld                     | 12     | 14     | 0      | 12     | 8      | 20     | 14     | 15     | 95   | 311        |
| 26   | Německo (2)       | 33 C   | Christel Klatt          | Benshee von der Steinmauer                  | 16     | 11     | 0      | 18     | 10     | 20     | 20     | 20     | 115  | 311        |
| 27   | Itálie (3)        | 6 A    | Andrea Sugar            | Hope                                        | 0      | 10     | 8      | 17     | 18     | 15     | 19     | 14     | 101  | 296        |
| 27   | Itálie (3)        | 6 B    | Gwynthe Arangio-Ruiz –  | Treivy Holly                                | 0      | 12     | 14     | 18     | 5      | 18     | 19     | 0      | 86   | 296        |
| 27   | Itálie (3)        | 6 C    | Paolo Guardamagna       | Gilda Di Casa Paraporti                     | 12     | 13     | 13     | 18     | 16     | 18     | 19     | 0      | 109  | 296        |
| 28   | Free Team (3)     | 10 A   | Koen Opdebeeck          | Willowyck Stu                               | 15     | 15     | 9      | 12     | 20     | 19     | 14     | 13     | 117  | 288        |
| 28   | Free Team (3)     | 10 B   | Olivér Király           | Semper Modesto Bronco                       | 14     | 13     | 8      | 17     | 14     | 17     | 14     | 17     | 114  | 288        |
| 28   | Free Team (3)     | 10 C   | Boukje Eekma –          | Half Moon Destiny Of Topbrass               | 15     | 15     | 0      | 9      | 0      | 10     | 8      | 0      | 57   | 288        |
| 29   | Free Team (9)     | 15 A   | Gerda M. Companjen      | Lowly Nabucco                               | 13     | 9      | 14     | 14     | 18     | 18     | 18     | 14     | 118  | 278        |
| 29   | Free Team (9)     | 15 B   | Wim Reinders            | Abbotsross Liam                             | 14     | 10     | 0      | 14     | 0      | 8      | 19     | 15     | 80   | 278        |
| 29   | Free Team (9)     | 15 C   | Frank de Vries –        | Countryways Misile                          | 20     | 0      | 0      | 9      | 5      | 10     | 20     | 16     | 80   | 278        |
| 30   | Free Team (1)     | 28 A   | Dirk Vandeputte –       | Starcreek Zenia                             | 0      | 0      | 17     | 7      | 8      | 15     | 18     | 19     | 84   | 258        |
| 30   | Free Team (1)     | 28 B   | Danny Matthys           | Moon Worker's Aladin                        | 0      | 14     | 11     | 13     | 0      | 8      | 13     | 20     | 79   | 258        |
| 30   | Free Team (1)     | 28 C   | Katleen Popelier        | Wheaton's Zybille                           | 12     | 12     | 18     | 11     | 8      | 16     | 18     | 0      | 95   | 258        |
| 31   | Free Team (10)    | 11 A   | Ton Buijs –             | Oriole Cottage Knight                       | 10     | 12     | 0      | 13     | 17     | 15     | 19     | 0      | 86   | 247        |
| 31   | Free Team (10)    | 11 B   | Wim Van Doorn           | Galliwood Jimmy                             | 10     | 0      | 0      | 0      | 0      | 0      | 19     | 5      | 34   | 247        |
| 31   | Free Team (10)    | 11 C   | Petra Vingerhoets       | Fircone Creek Valentijn David Luca          | 15     | 10     | 18     | 15     | 15     | 19     | 20     | 15     | 127  | 247        |
| 32   | Free Team (8)     | 5 A    | Dominique Leicht        | Eurfryn Amanda                              | 10     | 13     | 14     | 16     | 0      | 8      | 12     | 20     | 93   | 226        |
| 32   | Free Team (8)     | 5 B    | Hubert Utsch –          | Golden Faithful Deborah Utsch               | 0      | 14     | 0      | 0      | 0      | 18     | 14     | 0      | 46   | 226        |
| 32   | Free Team (8)     | 5 C    | Thoma Keil              | Mucki's Golden Balko                        | 15     | 15     | 0      | 15     | 12     | 16     | 14     | 0      | 87   | 226        |

### Individuální soutěž
Výsledková listina individuální soutěž, do které postoupilo jen prvních 10 psů.
| Poz. | St. č. | Vůdce             | Pes                           | Týmová soutěž | Týmová soutěž | Týmová soutěž | Týmová soutěž | Týmová soutěž | Týmová soutěž | Týmová soutěž | Týmová soutěž | Týmová soutěž | Individuální soutěž | Individuální soutěž | Individuální soutěž | Individuální soutěž | Individuální soutěž | Individuální soutěž | Individuální soutěž | Celk. body |
| Poz. | St. č. | Vůdce             | Pes                           | Test 1        | Test 2        | Test 3        | Test 4        | Test 5        | Test 6        | Test 7        | Test 8        | Body          | Test 1              | Test 1              | Test 2              | Test 2              | Test 3              | Test 3              | Body                | Celk. body |
| Poz. | St. č. | Vůdce             | Pes                           | Test 1        | Test 2        | Test 3        | Test 4        | Test 5        | Test 6        | Test 7        | Test 8        | Body          | I                   | II                  | I                   | II                  | I                   | II                  | Body                | Celk. body |
| ---- | ------ | ----------------- | ----------------------------- | ------------- | ------------- | ------------- | ------------- | ------------- | ------------- | ------------- | ------------- | ------------- | ------------------- | ------------------- | ------------------- | ------------------- | ------------------- | ------------------- | ------------------- | ---------- |
| 1    | 23 B   | Katrin Isigkeit   | Haredale Inch                 | 20            | 20            | 19            | 20            | 20            | 20            | 19            | 20            | 158           | 18                  | 20                  | 20                  | 18                  | 7                   | 8                   | 91                  | 249        |
| 2    | 8 C    | Dick Heijman      | Jeser Jake                    | 17            | 14            | 17            | 17            | 19            | 18            | 19            | 20            | 141           | 20                  | 19                  | 20                  | 18                  | 10                  | 10                  | 97                  | 238        |
| 3    | 3 B    | Marc Bourgeois    | Xanthos                       | 20            | 18            | 15            | 17            | 20            | 20            | 19            | 16            | 145           | 19                  | 20                  | 19                  | 14                  | 6                   | 6                   | 84                  | 229        |
| 4    | 32 A   | Wolfgang Vergiels | Staftly Countess of Zentlinde | 18            | 16            | 14            | 19            | 14            | 19            | 20            | 20            | 140           | 18                  | 17                  | 20                  | 17                  | 6                   | 6                   | 84                  | 224        |
| 4    | 19 C   | Stefanie Gföhler  | Amazing Ragweed of Lubberland | 13            | 20            | 18            | 18            | 15            | 15            | 19            | 20            | 138           | 14                  | 20                  | 20                  | 18                  | 7                   | 7                   | 86                  | 224        |
| 6    | 30 C   | Ursula Hagedorn   | Adjuga of Easter Song         | 12            | 18            | 16            | 19            | 18            | 17            | 20            | 19            | 139           | 13                  | 19                  | 20                  | 14                  | 8                   | 8                   | 82                  | 221        |
| 6    | 2 C    | Ton Uphof         | Rowston Urn Of Countryways    | 15            | 12            | 18            | 17            | 15            | 20            | 20            | 20            | 137           | 16                  | 14                  | 20                  | 18                  | 8                   | 8                   | 84                  | 221        |
| 8    | 17 B   | Beate Haag        | Wadesmill Fern                | 16            | 20            | 20            | 17            | 4             | 20            | 19            | 18            | 134           | 13                  | 20                  | 19                  | 17                  | 7                   | 7                   | 83                  | 217        |
| 9    | 26 B   | Bianca Puristcher | Yafforth Debutante            | 15            | 7             | 20            | 20            | 20            | 19            | 17            | 17            | 135           | 13                  | 20                  | 20                  | 15                  | 5                   | 6                   | 79                  | 214        |
| n.c. | 18 A   | Erwin Ketels      | Trioaks Wisp                  | 10            | 18            | 19            | 18            | 20            | 20            | 19            | 20            | 144           | 0                   | 0                   | 18                  | 20                  | 10                  | 7                   | 55                  | 199        |